# Heřmaň (ort i Tjeckien, lat 48,91, long 14,50)
Heřmaň är en ort i Tjeckien.   Den ligger i regionen Södra Böhmen, i den södra delen av landet, 130 km söder om huvudstaden Prag. Heřmaň ligger 469 meter över havet och antalet invånare är 161.
Terrängen runt Heřmaň är platt.Runt Heřmaň är det ganska tätbefolkat, med 62 invånare per kvadratkilometer. Närmaste större samhälle är České Budějovice, 7,3 km norr om Heřmaň. Omgivningarna runt Heřmaň är en mosaik av jordbruksmark och naturlig växtlighet.